# Syzygium cumini
Syzygium cumini (L.) Skeels (Syn.: Syzygium jambolana (Lam.) DC., Eugenia jambolana Lam., Myrtus cumini L., Eugenia cumini (L.) Druce), gelegentlich Jambulbaum, Jambolanapflaume, Rosenapfel oder Wachsjambuse genannt, ist eine Laubbaumart aus der Familie der Myrtengewächse (Myrtaceae). Er wird aufgrund der essbaren Früchte sowie für medizinische Anwendungen in den Tropen kultiviert.

## Beschreibung

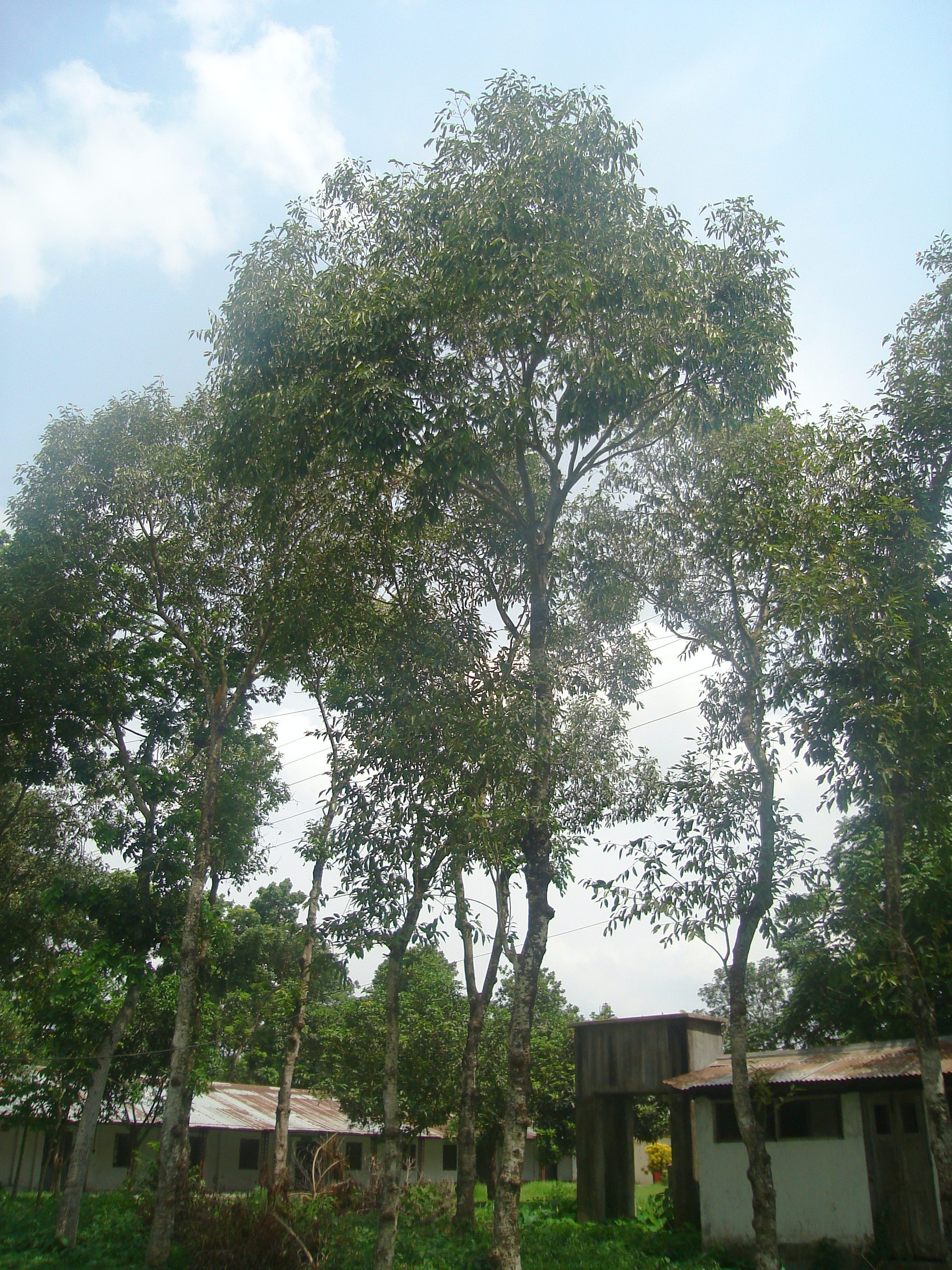
Hochgewachsene Bäume

Syzygium cumini ist ein immergrüner Laubbaum, der Wuchshöhen von etwa 6 bis 20, gelegentlich bis 25 m erreicht. Als recht schnell wachsender Baum ist er nach etwa 40 Jahren bei seiner Endhöhe angelangt. Die Krone wird bis zu 11 m breit, der Stamme erreicht einen Durchmesser von 60 bis 90 cm und verzweigt sich oft schon kurz über dem Boden in mehrere Hauptäste. Das Holz ist rötlich bis graubraun mit feiner Maserung. Die Borke ist an jüngeren Ästen grau und glatt, später wird sie bräunlich, rau und löst sich in Schuppen. Darunter befindet sich eine zweite, dicke und faserige Rindenschicht.
Syzygium cumini hat gegenständige, eiförmige bis elliptische oder verkehrt-eiförmige und ganzrandige Laubblätter, die 3,5 bis 7 cm breit und 6 bis 12 (–17) cm lang werden, hinzu kommt der 1 bis 2 cm lange Blattstiel. Der Blattgrund läuft meist spitz bis stumpf zu, selten ist er abgerundet, die Blattspitze ist abgerundet oder rundspitzig bis -bespitzt. Die Blätter verströmen einen terpentinartigen Geruch. Sie sind ledrig, im Austrieb rötlich, später oberseits dunkelgrün, unterseits heller gefärbt. Die Nervatur ist fein gefiedert mit vielen feinen Seitenadern.

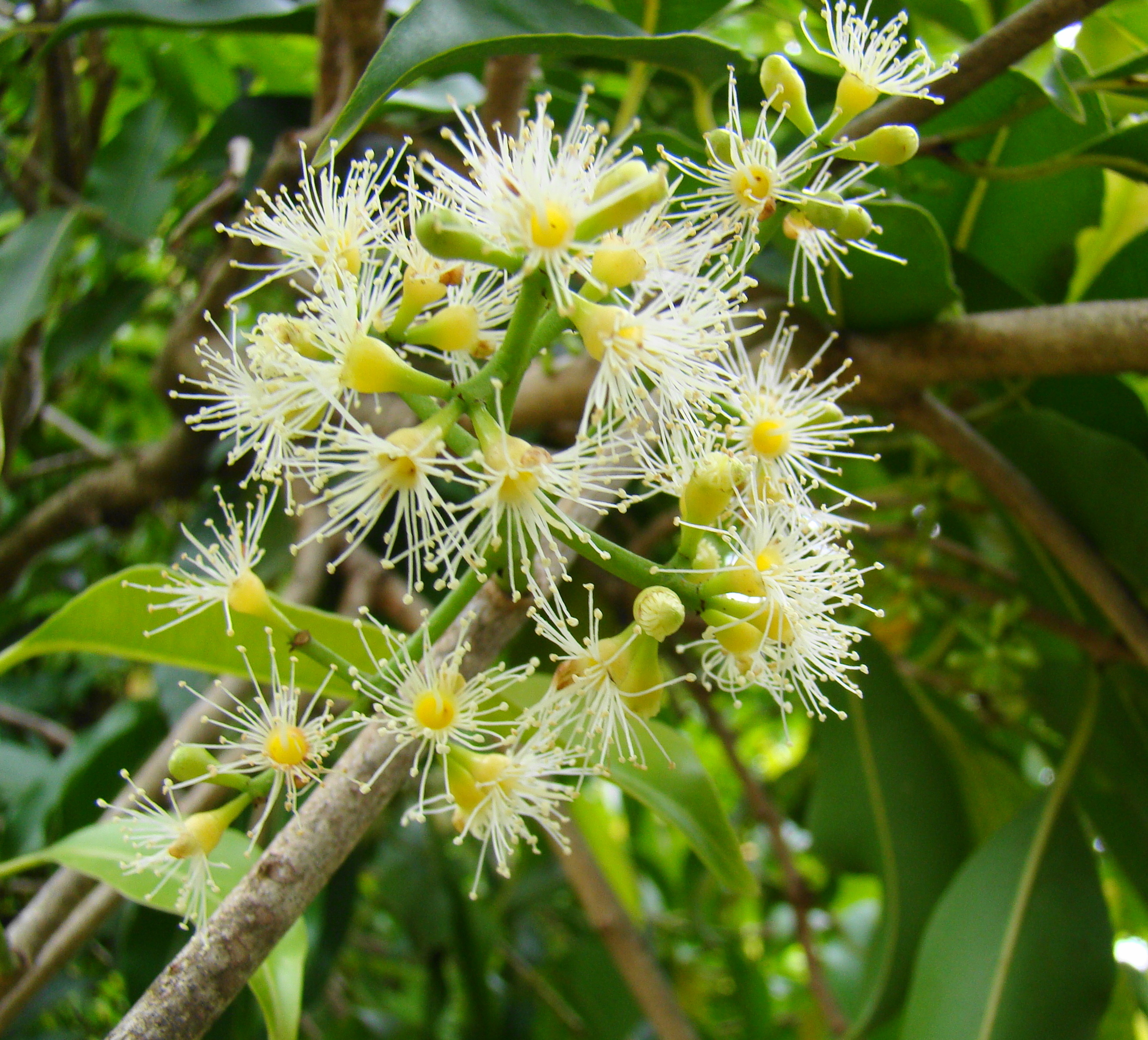
Blüten

Die Blütezeit reich von Februar bis Mai. Die zymösen, bis 11 cm großen und rispigen Blütenstände sind achsel-, selten endständig. Die gelb-weißen, kleinen Blüten mit doppelter Blütenhülle bestehen aus einem 4 bis 8 mm großen Blütenbecher, die freien Kelchblattspitzen sind minimal. Die vier abfallenden, kalyptraten und kleinen Kronblätter sind weiß oder rosa, eiförmig bis rundlich und etwa 2,5 mm groß. Es sind viele, längere Staubblätter vorhanden. Der zweikammerige Fruchtknoten ist unterständig mit einem langen, festen Griffel und minimaler Narbe.
Die glänzenden, glatten und kleinen Früchte mit kleinen Blütenbecherresten färben sich zur Reifezeit, die von Juni bis September reicht, rot bis schwarz. Sie sind rundlich bis eiförmig und 1 bis 2 cm groß. Die Früchte enthalten meist nur einen, selten bis zu fünf beige Samen. Das Fruchtfleisch kann weißlich bis rot gefärbt sein.
Die Chromosomenzahl beträgt 2n = 66.

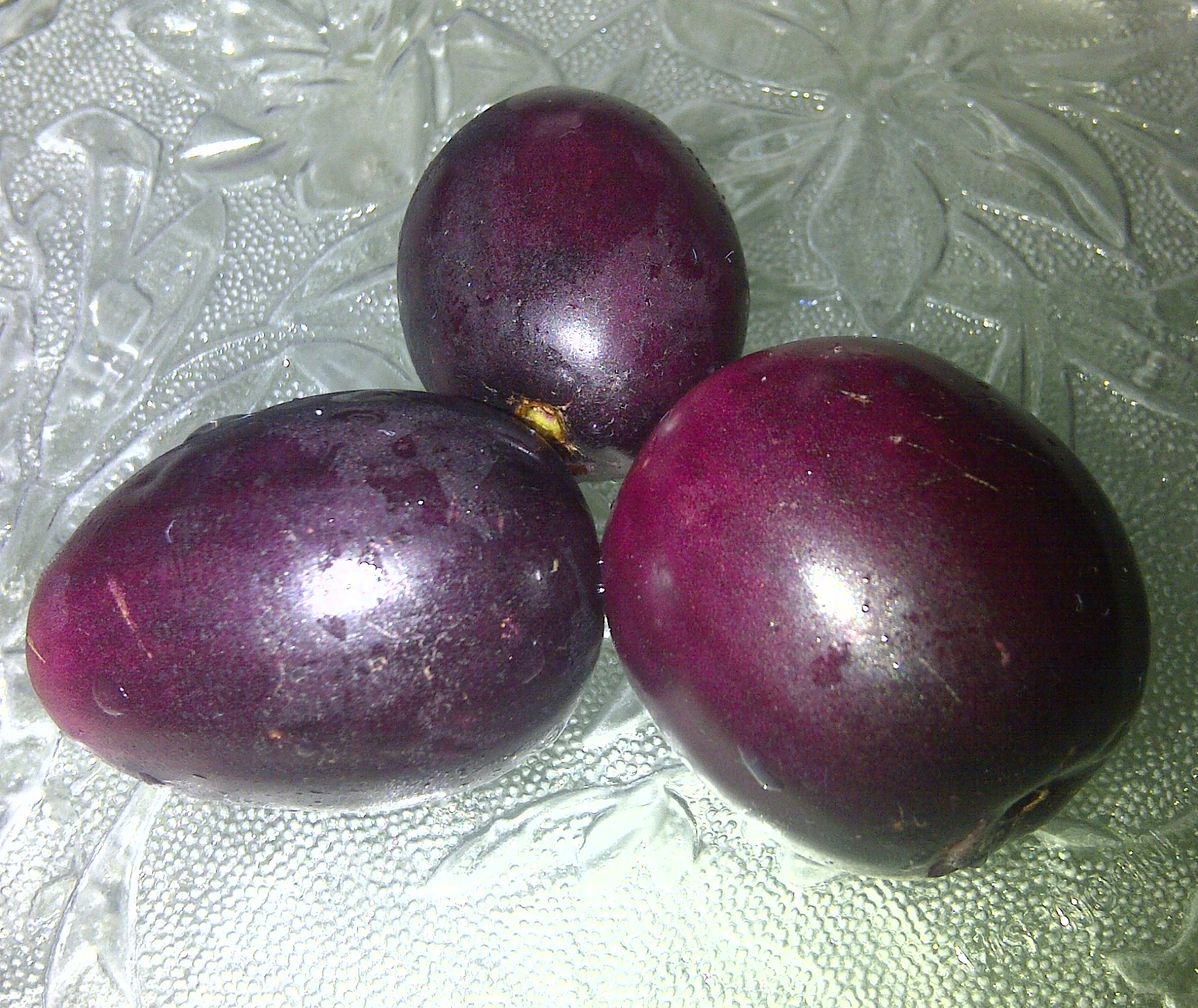
Früchte in Kohat, Pakistan

## Vorkommen
Das Verbreitungsgebiet von Syzygium cumini reicht von Indien und Sri Lanka nach Osten über die Malaiische Halbinsel und Südchina bis in das nordöstliche Australien. Die Art wurde schon früh kultiviert und verbreitet, so dass die Vorkommen auf den Philippinen, auf Java und weiteren Inseln des Malaiischen Archipels bis nach Australien auf die Ausbreitung durch den Menschen zurückzuführen sind. Angebaut wird Syzygium cumini mittlerweile auch unter anderem in Westindien (Karibische Inseln), Florida und auf Mauritius.
Syzygium cumini besiedelt die Ränder von Flussläufen und ist auch in gestörten Wäldern und an ruderalen Stellen zu finden. Die Art kommt bis in Höhenlagen von 1200 Metern vor.

## Verwendung
Das Fruchtfleisch hat einen sauren bis süßen Geschmack und wirkt zusammenziehend (Adstringenz). Geeignete Sorten können roh als Obst verzehrt oder verarbeitet werden. Aus den Früchten werden Saft, Wein, Spirituosen und Essig produziert.
Das Holz ist etwas schwierig zu trocknen und zu bearbeiten, ist dann aber dauerhaft und wird als Konstruktionsholz verwendet.
Aus den Blättern wird ein ätherisches Öl zur Parfümherstellung gewonnen.
Die Rinde wird aufgrund des Tanningehalts von 8 bis 19 Prozent zum Gerben verwendet. Sie liefert außerdem einen braunen Farbstoff.
Syzygium cumini ist im asiatisch-pazifischen Raum eine der meistgenutzten Pflanzen zur Vorbeugung und Behandlung des Diabetes mellitus in der traditionellen Medizin.
Medizinische Verwendung finden neben Blättern und der Rinde vor allem die Früchte und Samen.
In Europa war Syzygium schon Anfang des 20. Jahrhunderts Bestandteil antidiabetisch wirksamer Arzneien und fand sich bereits um die Jahrhundertwende in medizinisch-pharmazeutischen Nachschlagewerken. In Deutschland ist die Pflanze vor allem unter ihrem volkstümlichen Namen „Jambulbaum“ in der homöopathischen Anwendung bekannt.
Die Zubereitungen aus den Samen finden Anwendung zur adjuvanten Therapie des Diabetes. Tierexperimentelle Studien wurden mit den Extrakten durchgeführt, es fehlen allerdings noch klinische Studien nach modernen Kriterien.

## Systematik
Schon Carl von Linné beschrieb diese Art 1753 als Myrtus cumini im ersten Band seines Werks „Species Plantarum“. Die Zuordnung zur Gattung Syzygium nahm Homer Collar Skeels 1912 vor. Die „Flora of China“ nennt Syzygium cumini var. tsoi als Varietät, die im Autonomen Gebiet Guangxi und auf Hainan vorkommt.